# Ruční pletení
Ruční pletení je metoda zhotovení plošné textilie z přiváděné niti, ze které se tvoří a vzájemně spojují očka za pomoci jednoduchých nástrojů. Jako pracovní pomůcky se nejčastěji používají pletací jehlice.
Ojediněle se ruční pletení provádí na rámu nebo na formě, nebo bez jakýchkoli nástrojů jen na prstech rukou.

## Z historie ručního pletení
Počátky pletení nejsou známé. Nejstarší archeologické nálezy pletenin pochází asi z 12. století před n. l. z Egypta. Podle některých historiků se pletení vyvinulo z techniky nålebinding.
V Evropě se pletení v širším měřítku začalo používat teprve ve 13. století. Pletly se především punčochy pro zámožnější vrstvy obyvatel (se dvěma jehlicemi, se švy). V polovině 16. století se začalo používat pletení obrace a od roku 1560 se pletly i bezešvé punčochy podle švýcarského vynálezu s pěti jehlicemi.
Profesionální pletaři (zásadně jen muži) se organizovali v ceších. Pletař se mohl stát členem cechu teprve po šestileté učební době, když měl znalosti v pletení punčoch, čepic, košil a později i koberců.
Nejstarší známý písemný návod na pletení (punčoch) pochází z roku 1655, první knížka s popisem několika vzorů vyšla asi roce 1844 v Londýně.
Asi od poloviny 17. století se větší část pletenin vyráběla na strojcích (vynalezených v roce 1589, poháněných lidskou silou a později vodním kolem). Ruční pletení jako výdělečná činnost se pak provozovalo v Evropě jen v chudých, okrajových a horských oblastech. Od 18. století se začaly zabývat ručním pletením jako koníčkem některé ženy z bohatých rodin, na některých soukromých školách se zavedla tato ruční práce jako vyučovací předmět.
Asi od 2. poloviny 18. století se začaly i ženy ze středních vrstev sdružovat v pletařských spolcích.
Ve válečných obdobích ženy ve všech bojujících státech hromadně podporovaly své armády pletenými zimními oděvy.
V 21. století je skoro v celém světě proměnlivý zájem o ruční pletení závislý na aktuální módě a případně na úspěchu nově vyvinutých přízí. Několik milionů žen i mužů je trvale nebo dočasně organizováno v různých sdruženích, která jim např. obstarávají výhodně nové vzory, umožňují výměnu zkušeností apod.

## Základy pletení

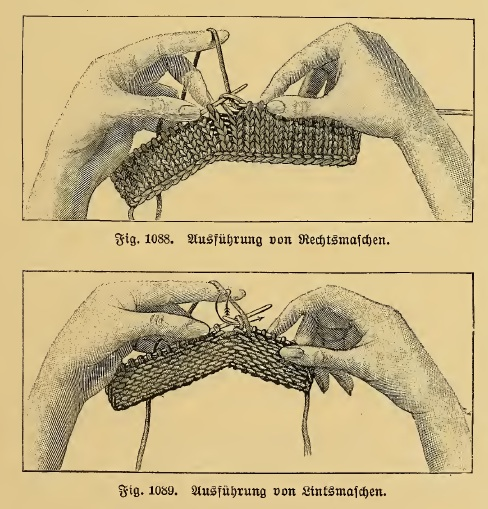
Pletení: nahoře – hladce, dole – obrace

K základům pletení na jehlicích patří: nahazování ok, pletení hladce, pletení obrace, ubírání a uzavření ok.
Základní techniky si může každý osvojit jako samouk podle videokurzů na internetu.

### Příze na ruční pletení
jsou zpravidla skané (2 až 8 x družené), objemné a kadeřavé. Vyrábějí se většinou z vlny a ze směsi vlny nebo bavlny s polyakrylovou, polyamidovou nebo polyesterovou stříží. Značná část se zdobí různými efekty (ondé, žinylka a mnoho jiných). Jen ojediněle se používají příze z tvarovaných filamentů nebo příze z fóliových pásků, k exkluzivním materiálům patří např. alpaka, mohér, kašmír.
Předený materiál se barví v přadenech nebo na křížových cívkách, ská a převíjí na klubka.
Jemnost příze se v obchodním styku udává délkou v metrech obsaženou ve váze klubka (obvykle 50 g).
Pro příze na ruční pletení se nezávisle na druhu textilního materiálu běžně používá označení vlna.

### Druhy pletacích jehlic
Z řady druhů patří k nejznámějším: rovné, kruhové, dělené, ohebné.

### Číslování pletacích jehlic

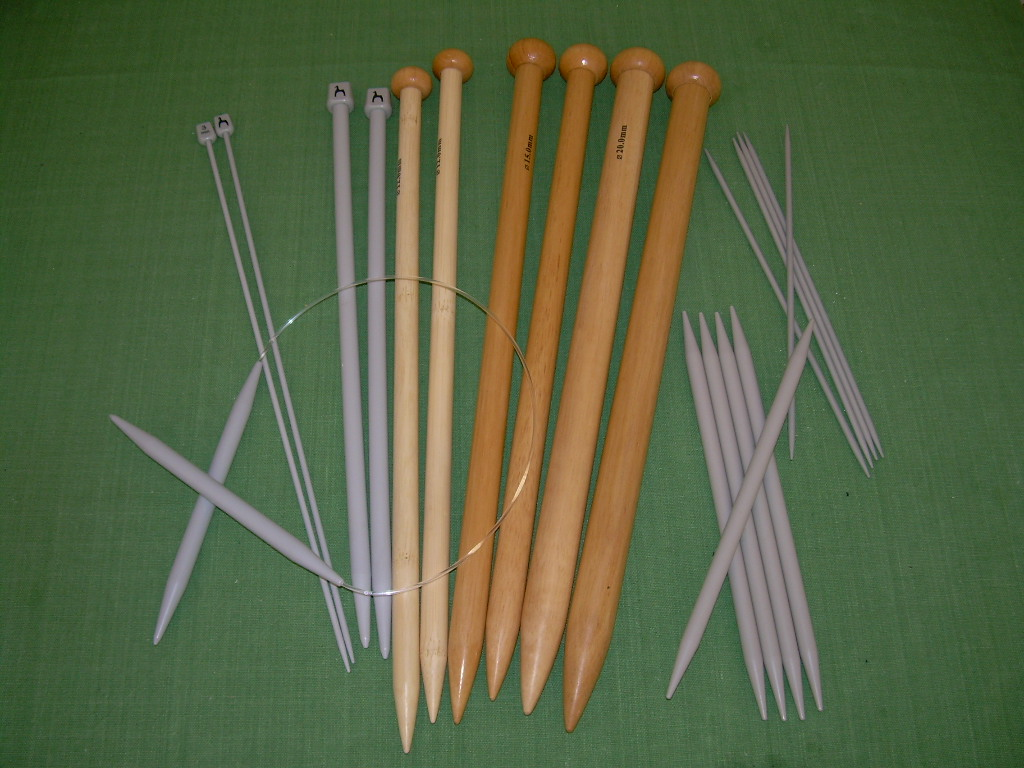
Jehlice z různých materiálů

Volba druhu a tloušťky jehlice je závislá na jemnosti a druhu splétané příze, vzoru a hustotě pleteniny a dalších hlediscích. Na internetu jsou publikovány tabulky s přibližnou vzájemnou závislostí uvedených faktorů, o jejich praktickém použití rozhoduje především zkušenost pletařky. Tloušťka jehlic se ve střední Evropě udává v milimetrech (asi od 2 do 20), v Anglii a v USA se používají k označování tloušťky jiné systémy.
| Tloušťka jehlice mm | Délka niti (m) na klubku (50g) | Jemnost příze tex | Jemnost příze (USA-systém) |
| ------------------- | ------------------------------ | ----------------- | -------------------------- |
| 1,5-2,5             | 300-400                        | 125-167           | lace                       |
| 2-3                 | 200-240                        | 208-250           | superfine                  |
| 4-4,5               | 120-150                        | 333-417           | light                      |
| 4,5-5               | 60-120                         | 417-833           | medium                     |
| 4,5-8               | 50-75                          | 770-1000          | bulky                      |
| 8-12,75             | <50                            | 1000              | super bulky                |

## Ručně pletené výrobky
Na internetu se inzerují stovky ručně pletených vzorů v desítkách materiálových a barevných kombinací. Jedná se hlavně o oděvy a oděvní doplňky. Návody na jejich zhotovení se dají poměrně levně zakoupit nebo získat bezplatně.

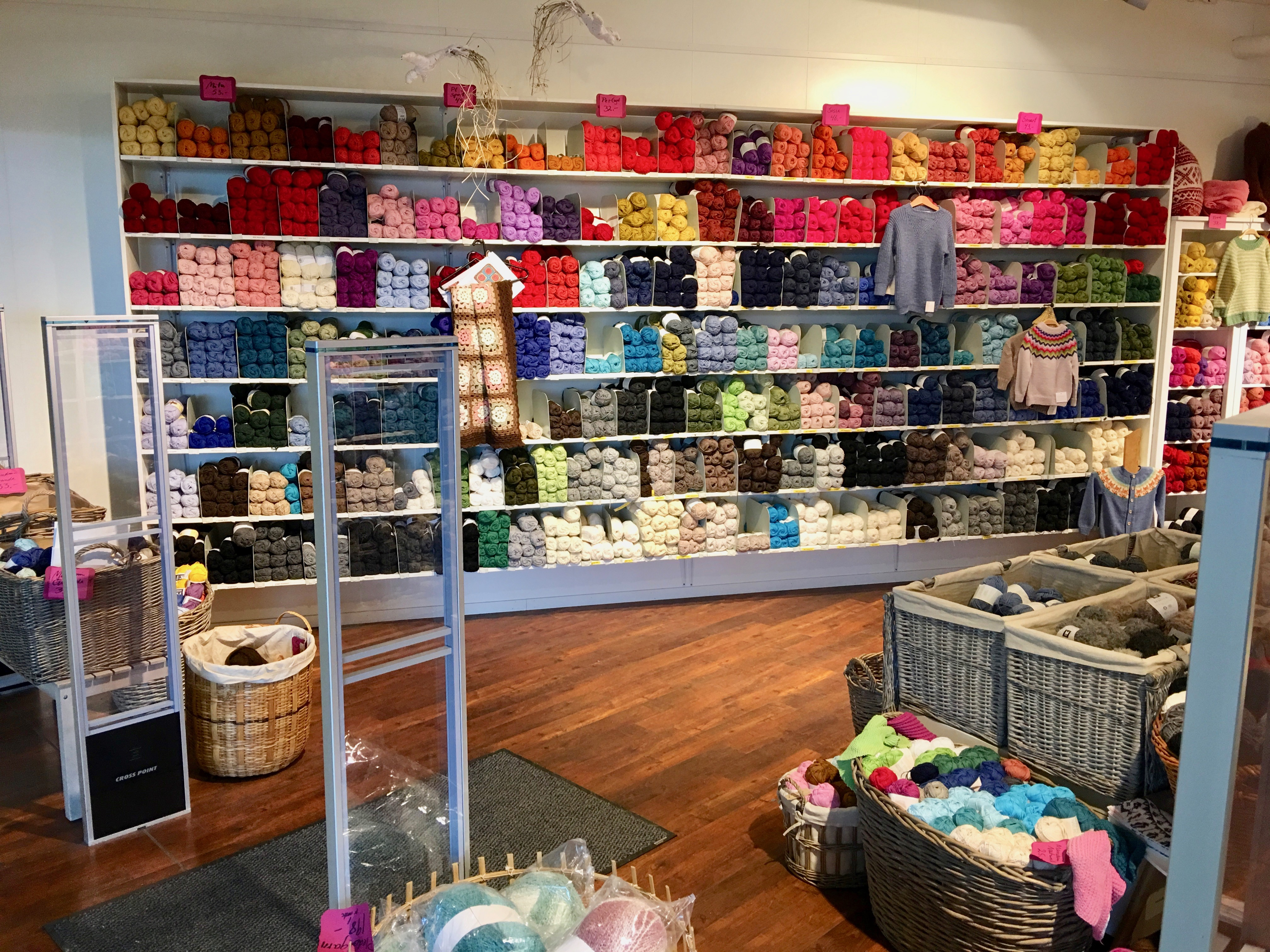
příze na ruční pletení v norském obchodě (2018)
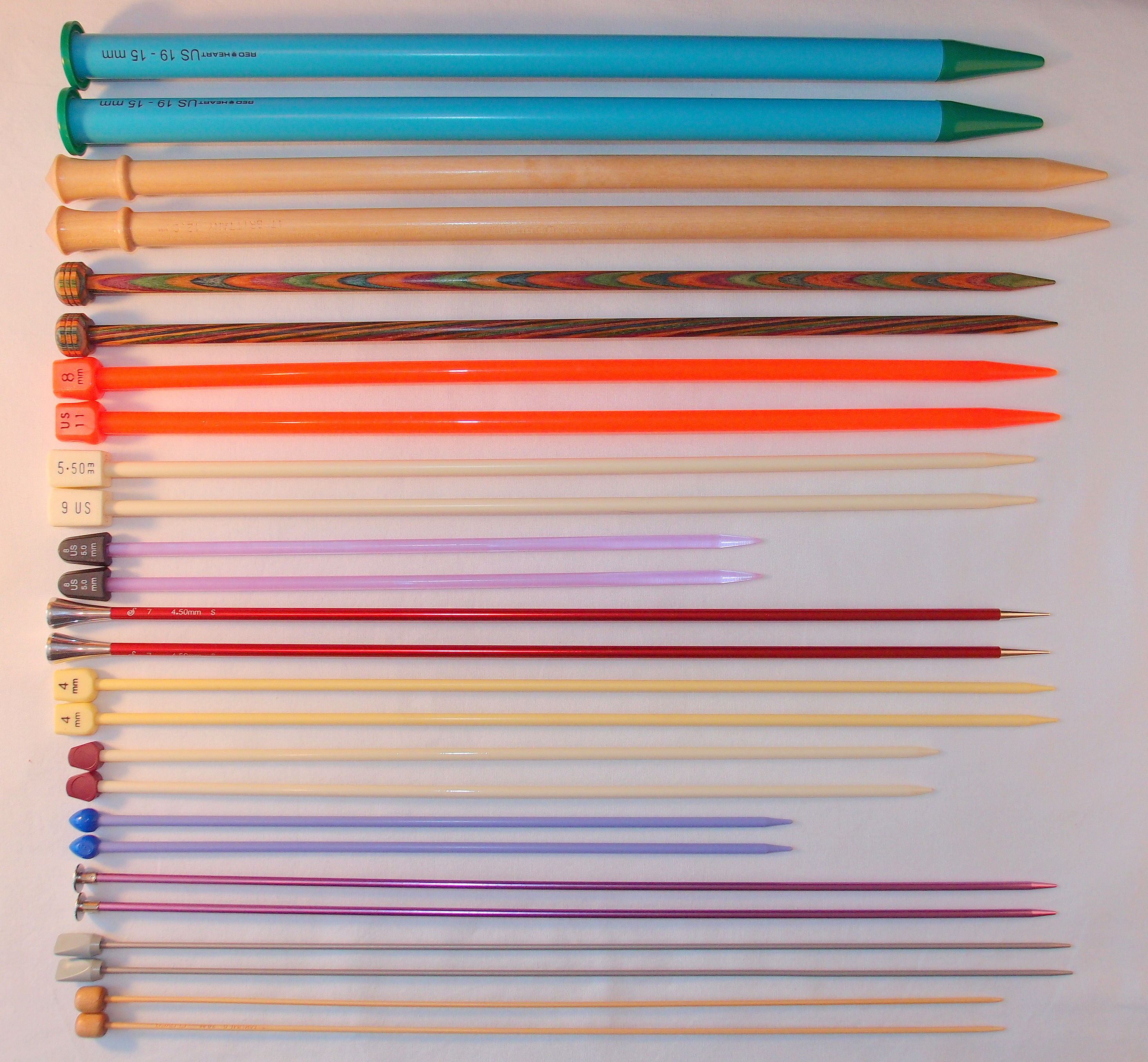
Jehlice z 13 různých materiálů
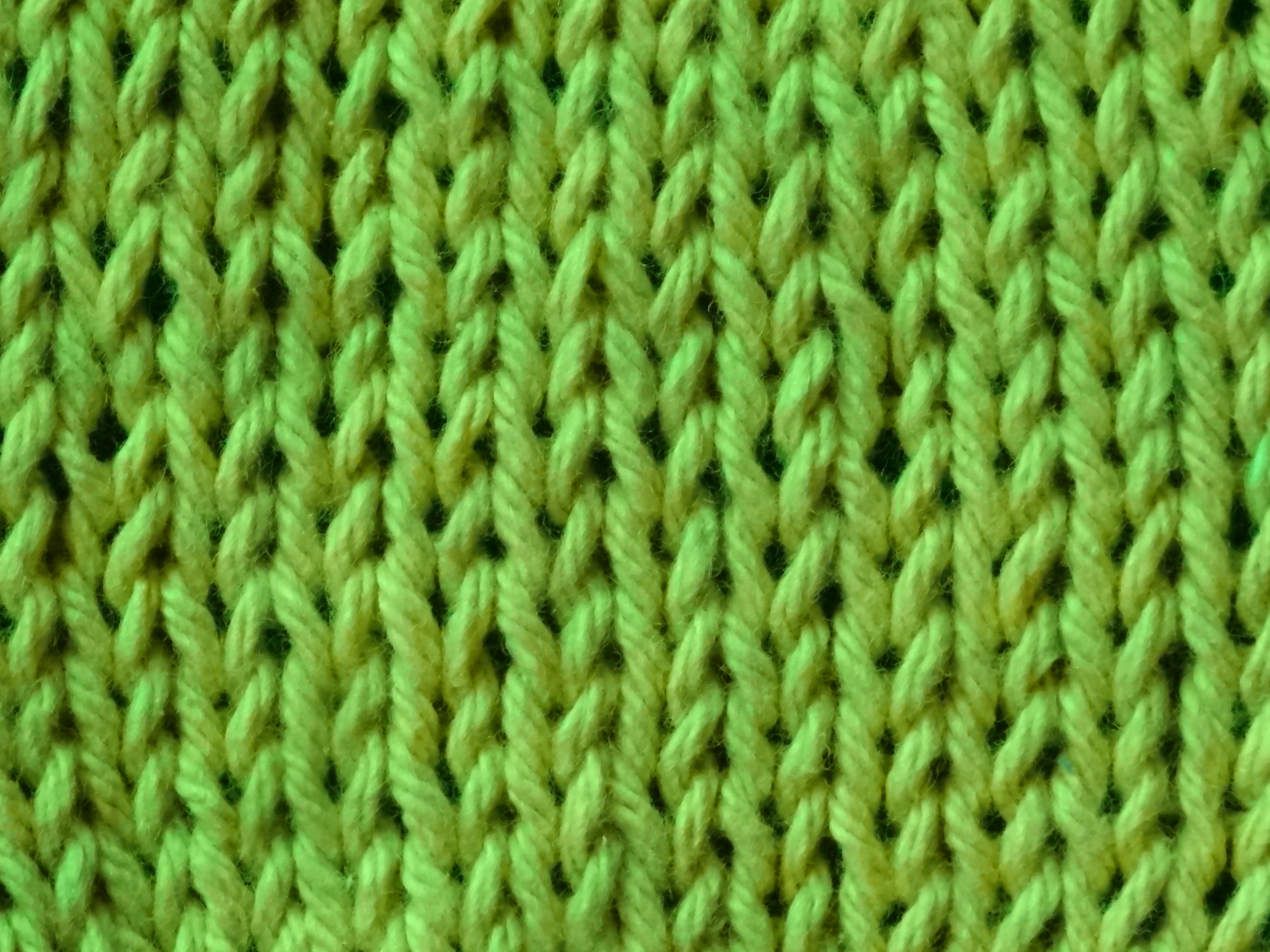
pletení hladce
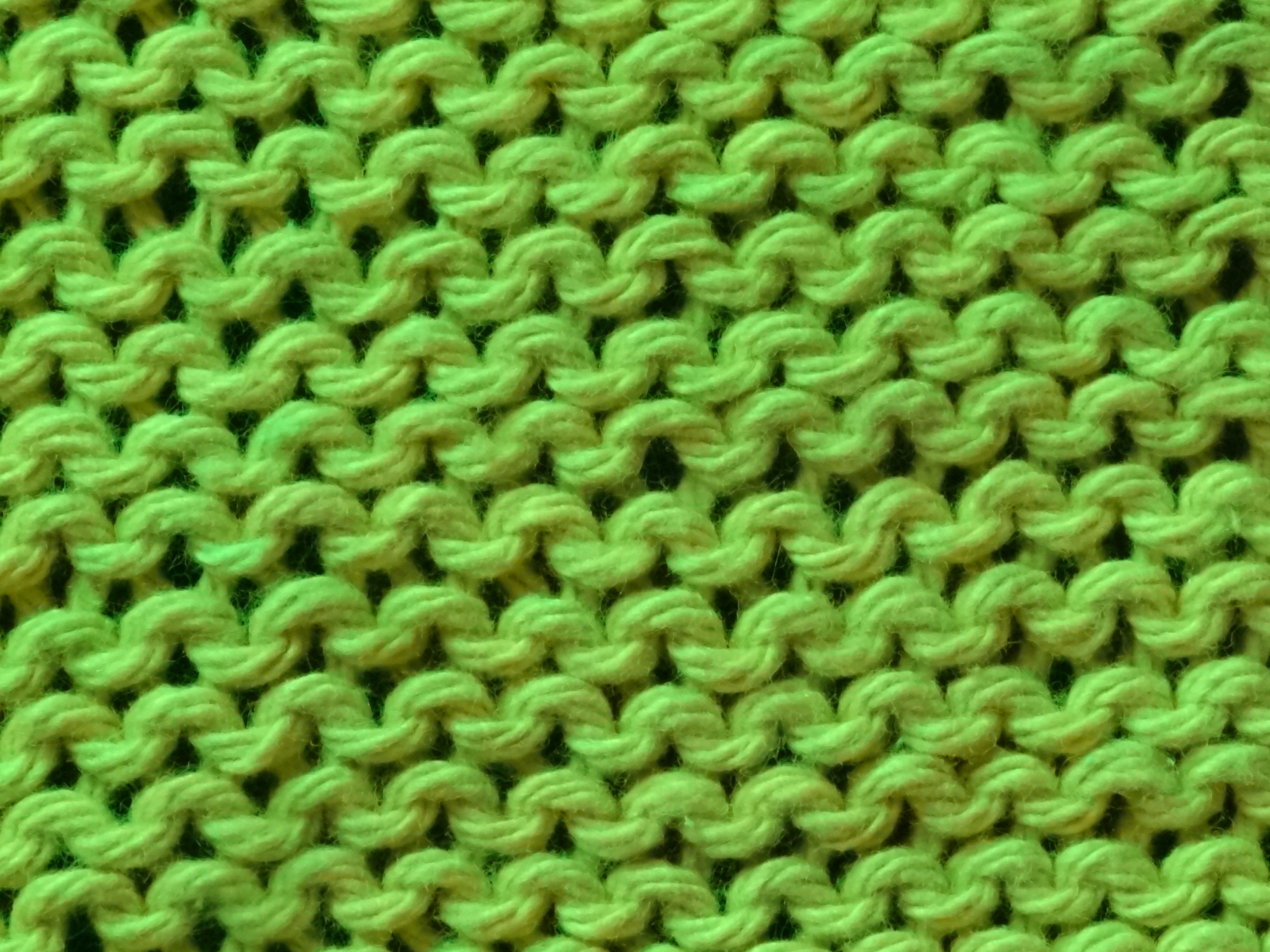
pletení obrace
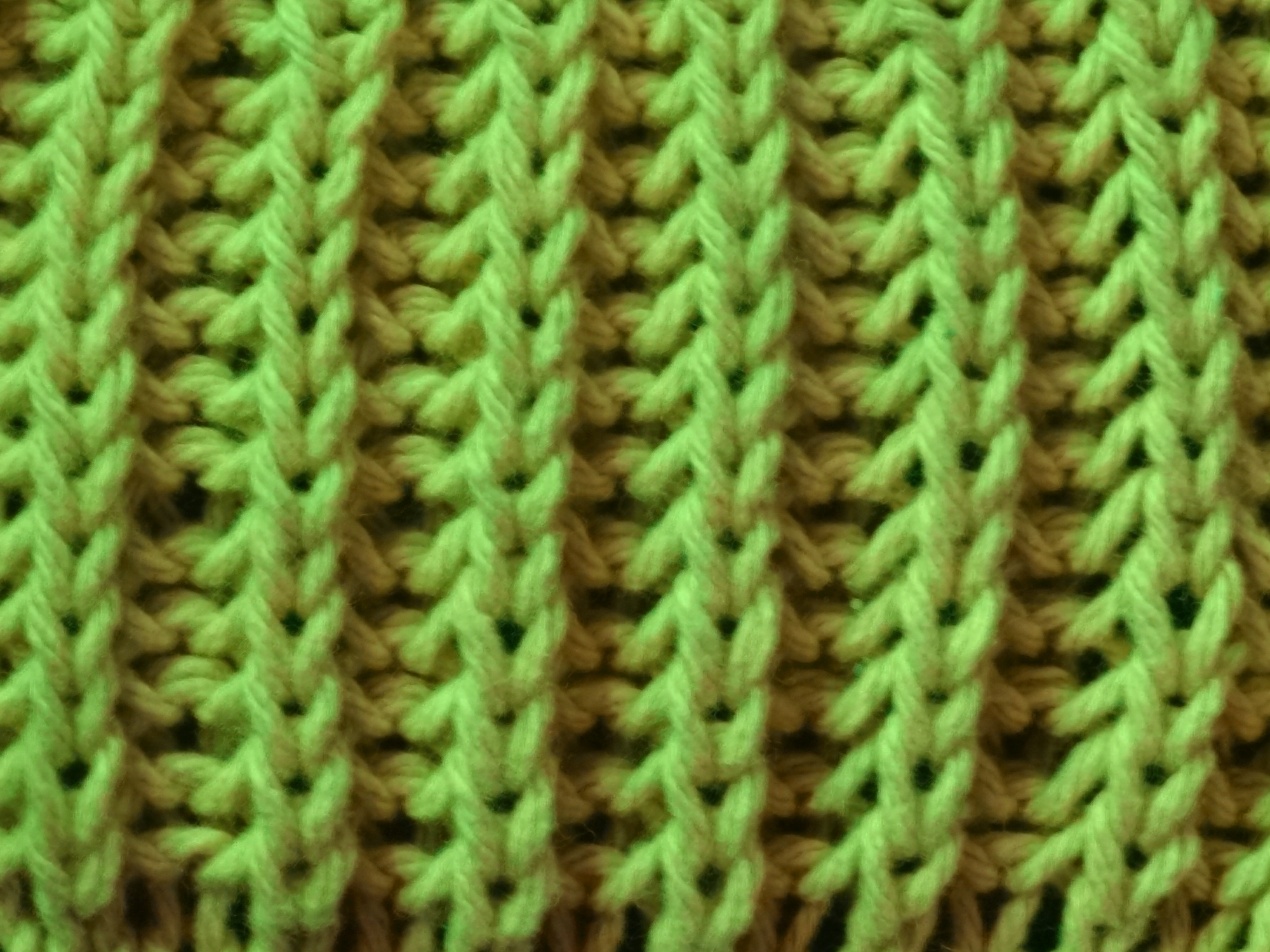
patentní vzor
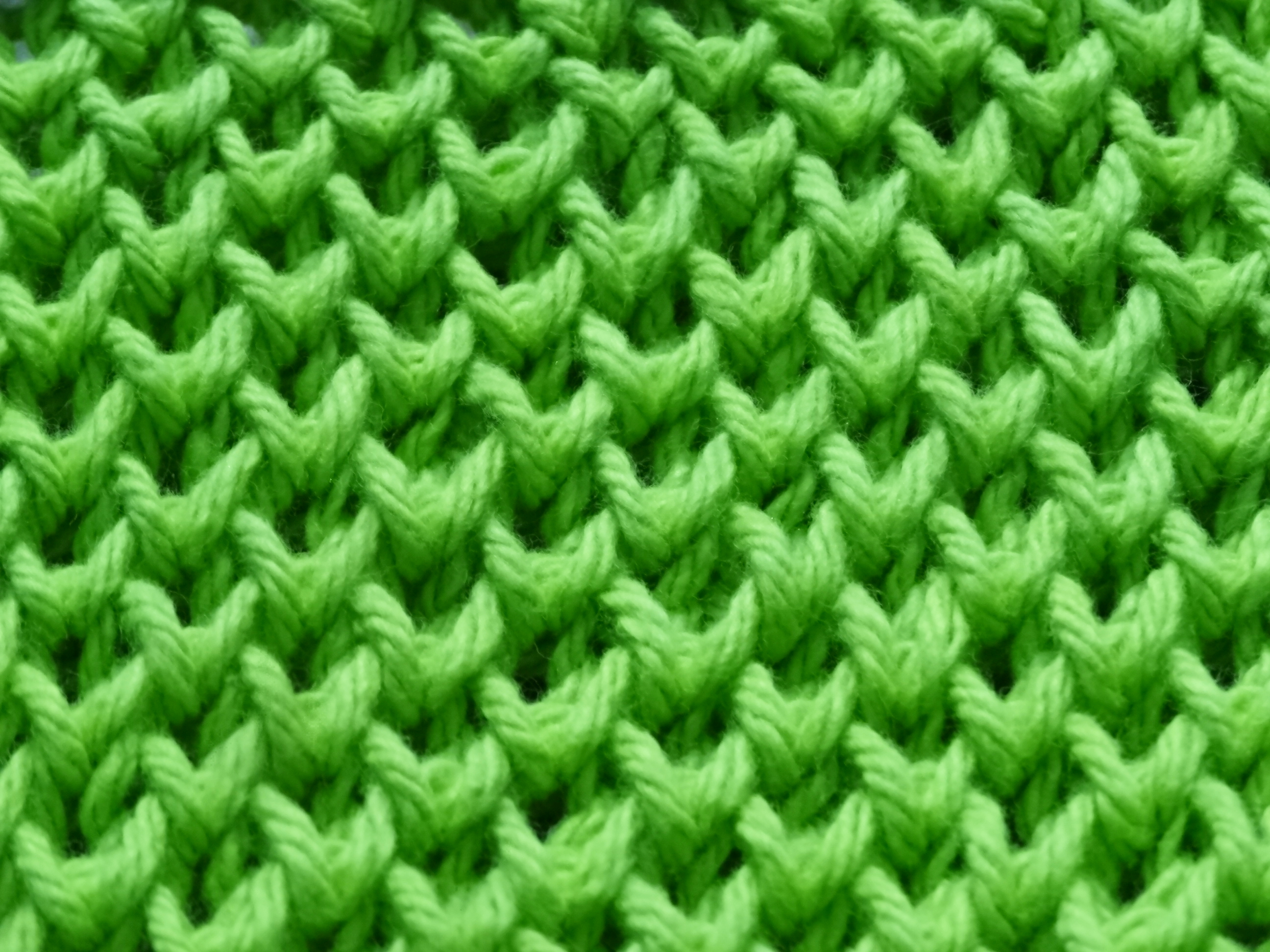
vaflový vzor
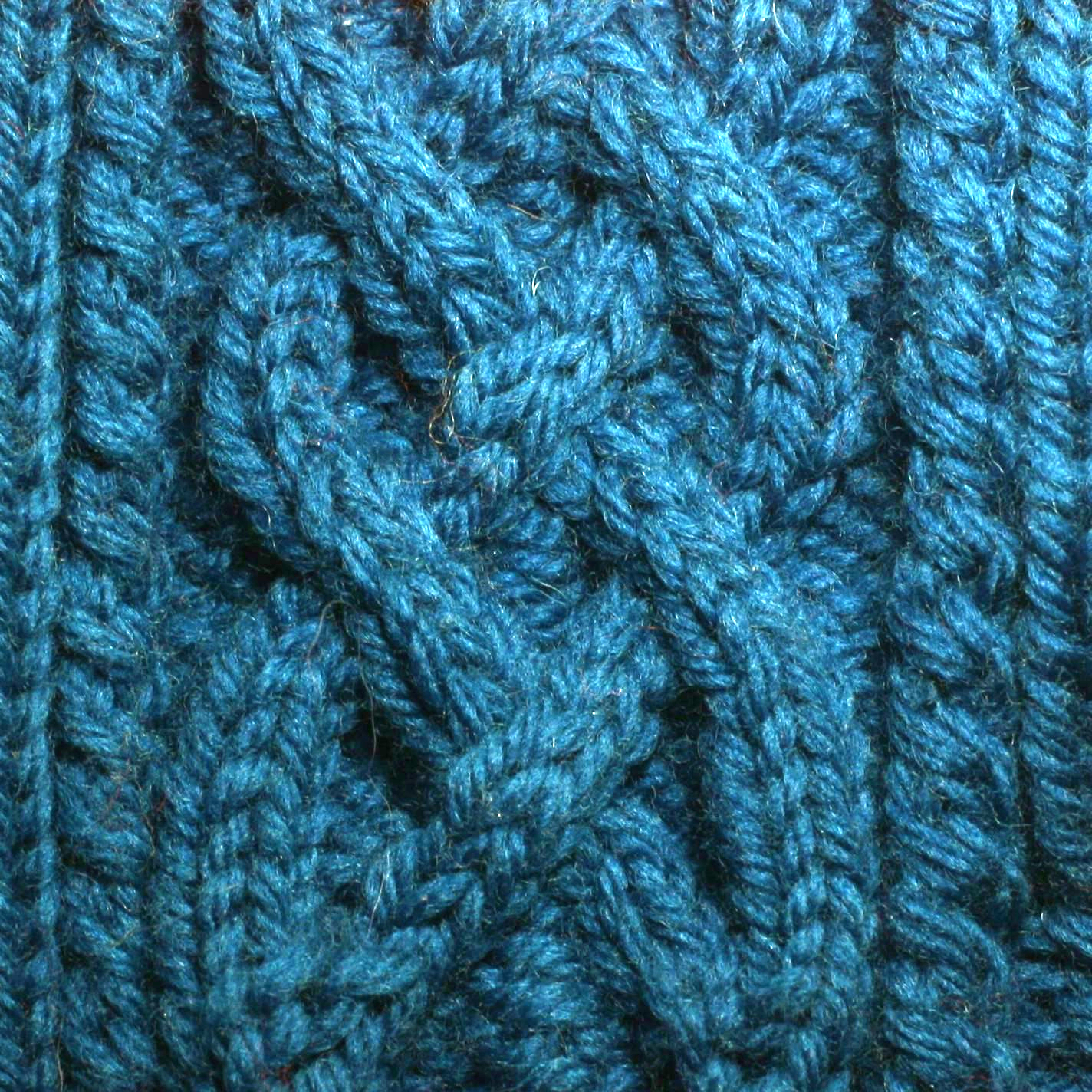
copánek
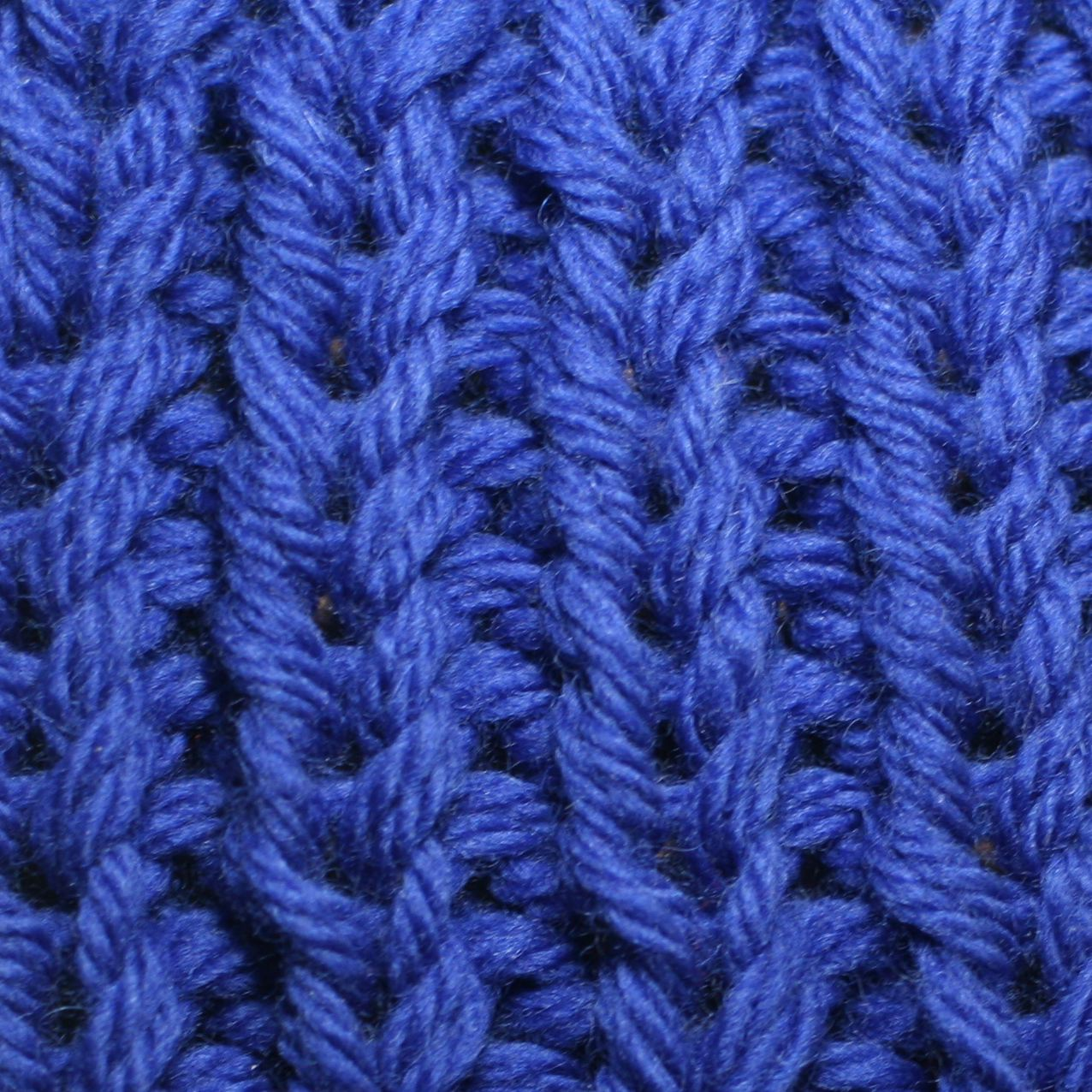
vroubkový vzor
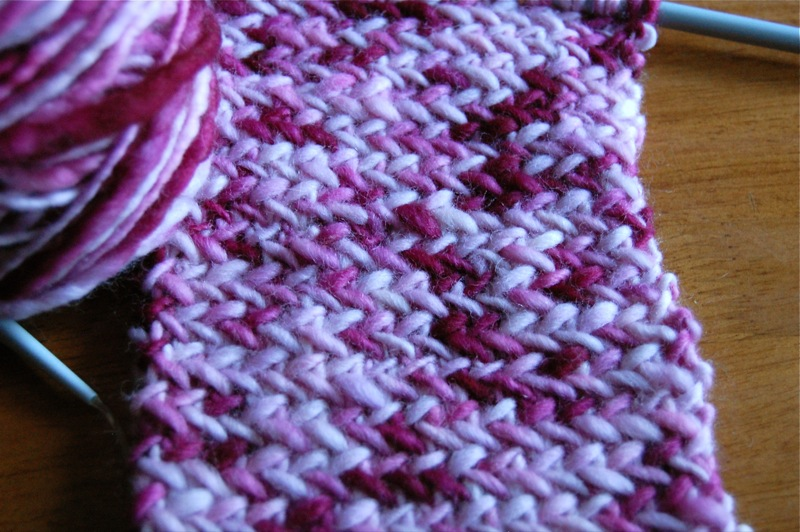
rybí kost
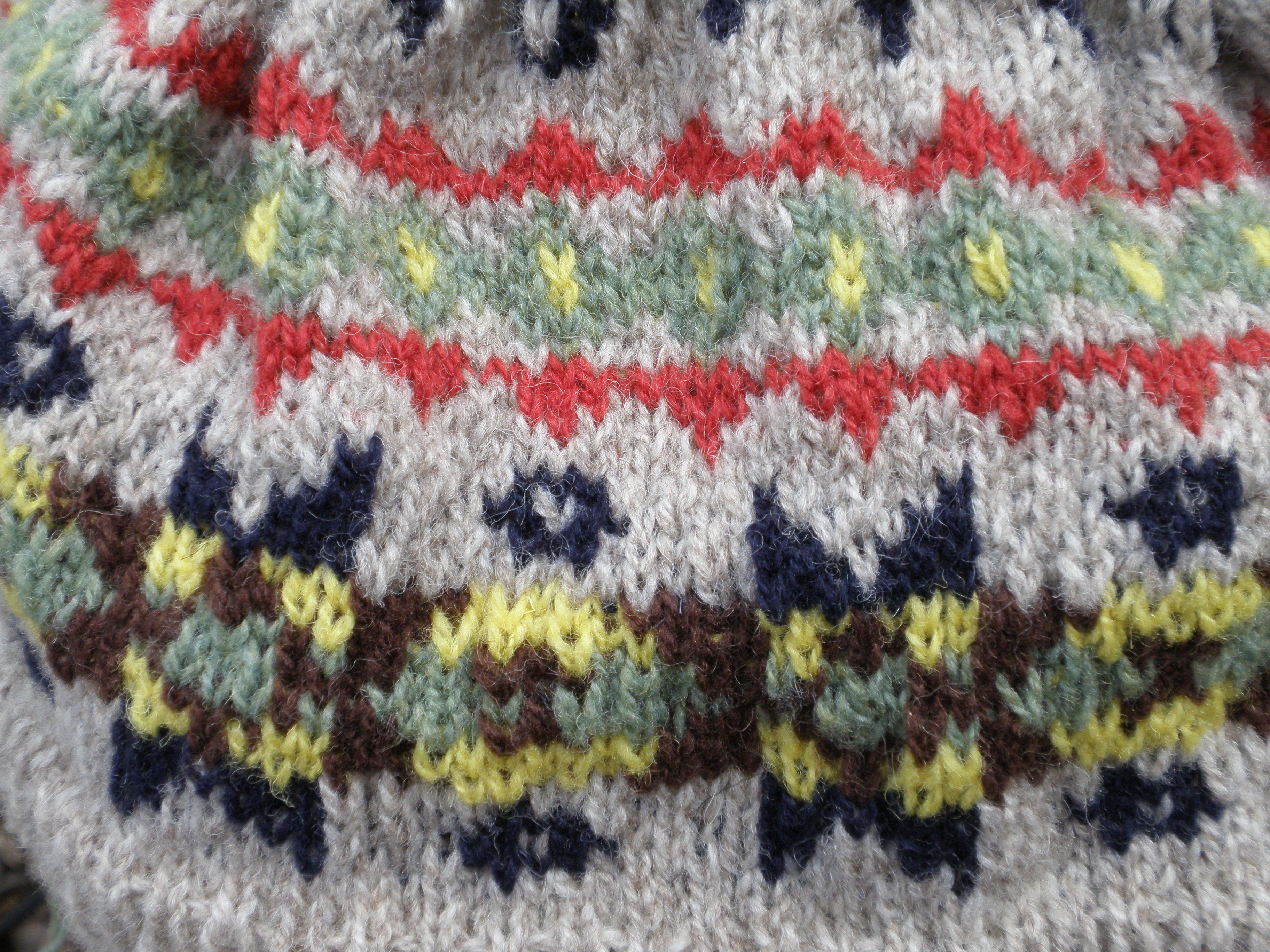
žakárový vzor fair isle
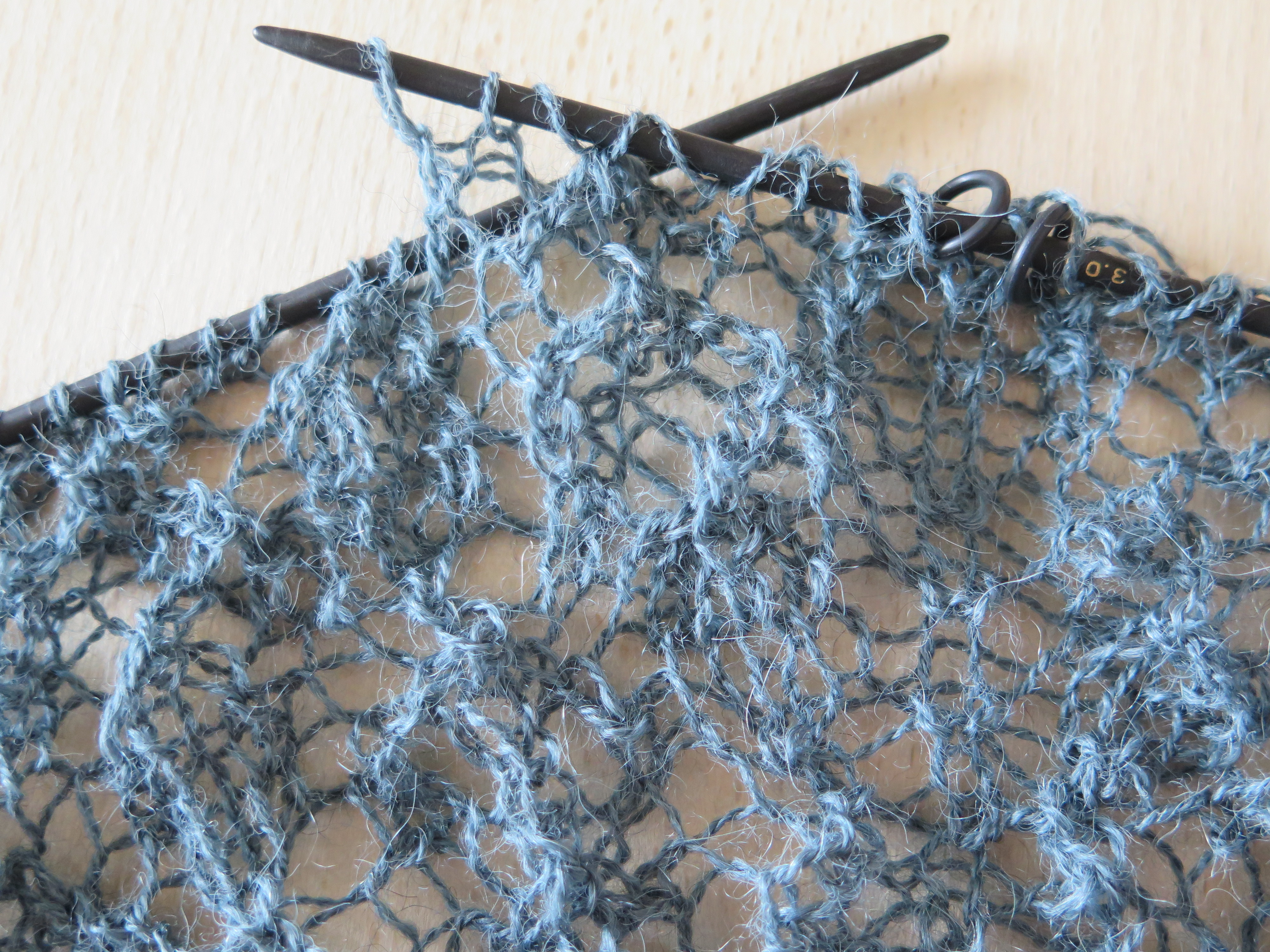
krajka
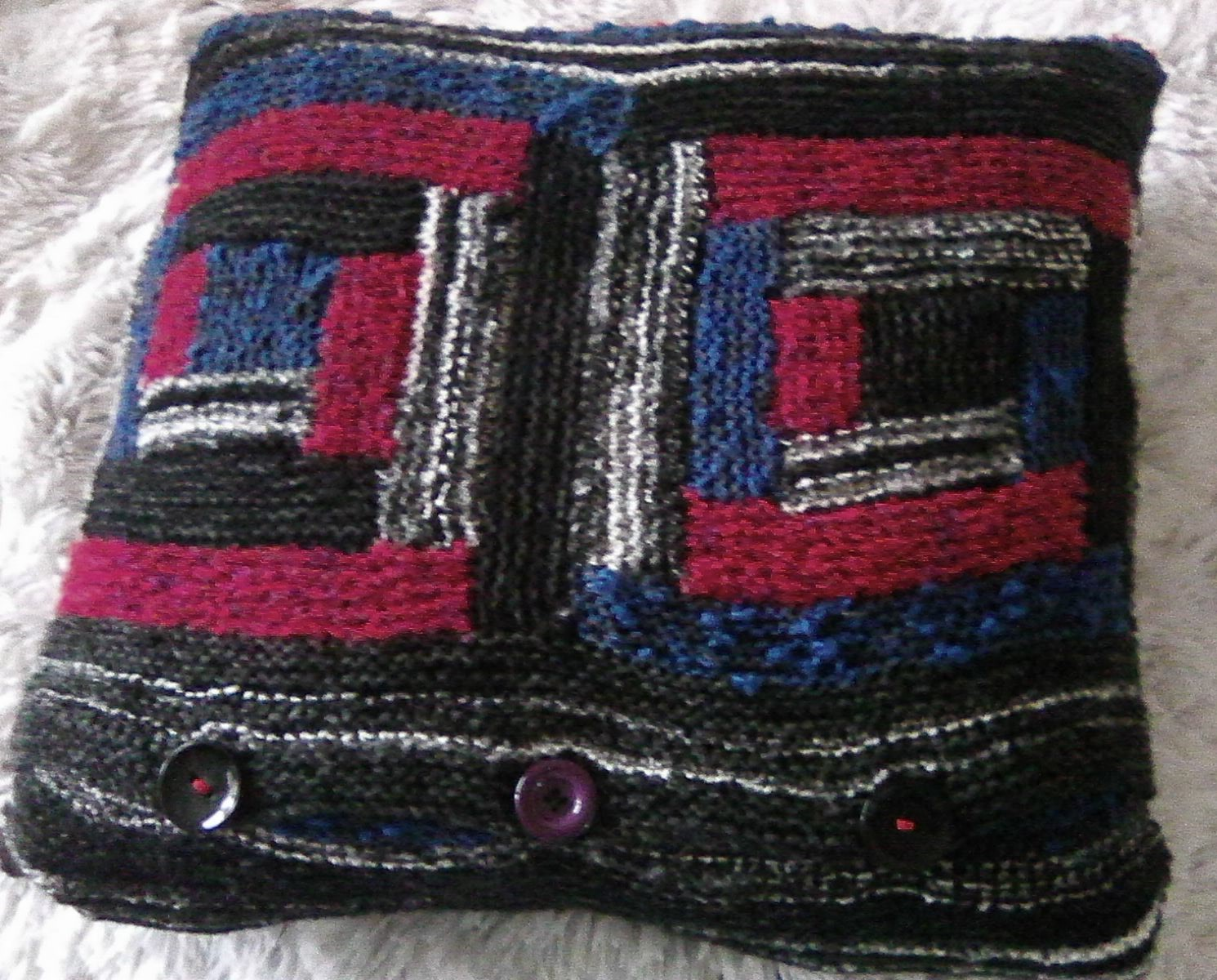
pletený patchwork